# The Eternal Idol
Albums de Black Sabbath
Seventh Star
(1986) Headless Cross
(1989)
The Eternal Idol est le treizième album studio du groupe britannique heavy metal Black Sabbath, produit en 1987. C'est le premier album de  Black Sabbath sur lequel on retrouve le chanteur Tony Martin qui contribuera à quatre autres albums du groupe.

## À propos de l'album
Le chanteur Ray Gillen doit à l'origine assurer le chant sur cet album, mais il quitte le groupe au début de la session d'enregistrement. Tony Martin est engagé et retravaille brièvement les parties vocales avant que la production de l'album ne soit achevée.
Une production dont le responsable est le célèbre Jeff Glixman (en), reconnut pour avoir produit des artistes et groupes tels que Bob Marley, Eric Clapton, Kansas et Kiss (il a aussi travaillé sur Seventh Star de Black Sabbath ). Chris Tsangarides participe aussi à la production, reconnu pour avoir travaillé avec un grand nombre de groupes et d'artistes aussi variés que les Strawbs, Brand X, Ozzy Osbourne et Ian Gillan ainsi que Free, Thin Lizzy et Tokyo Blade. La plupart des chansons sont écrites par Tony Iommi et coécrites par le bassiste Bob Daisley, bien que les paroles aient été quelque peu modifiées par le claviériste Geoff Nicholls et le chanteur Tony Martin après leur adhésion au groupe.
Quant à la pochette, elle doit à l'origine reprendre en image une sculpture d'Auguste Rodin de 1889, aussi appelée Éternelle Idole. Cependant, d'après la légende[évasif] Black Sabbath n'est pas autorisé à photographier la sculpture pour illustrer son album. Il est donc décidé unanimement et avec ironie, de prendre en photo deux femmes nues, imitant la position de l'œuvre d'art originale.

## Production de l'album
Black Sabbath commence à travailler sur du nouveau matériel en octobre 1986 aux studios Air Studios de Montserrat avec le producteur Jeff Glixman. L'enregistrement est semé d'embûches dès le début, Glixman ayant quitté les premières sessions pour être remplacé par le producteur Vic Coppersmith-Heaven.
Le bassiste Dave Spitz démissionne pour des problèmes personnels. Bob Daisley, l'ancien bassiste de Rainbow et Ozzy Osbourne, est recruté. Il réenregistre toutes les parties de basse et écrit les paroles de l'album. Mais avant qu'il ne soit terminé, Daisley quittte le groupe pour rejoindre celui de Gary Moore, accompagné du batteur Eric Singer.
Après des problèmes avec le second producteur Coppersmith-Heaven, le groupe retourne aux studios Morgan en Angleterre en janvier 1987 pour travailler avec le nouveau producteur Chris Tsangarides. Alors qu’il travaille au Royaume-Uni, le nouveau chanteur Ray Gillen quitte soudainement Black Sabbath pour former Blue Murder avec le guitariste John Sykes (ex-Tygers of Pan Tang, Thin Lizzy, Whitesnake). Le groupe fait alors appel à Tony Martin, ancien chanteur du groupe Alliance, pour réenregistrer les chansons de Gillen, et à Bev Bevan, ancien batteur de Electric Light Orchestra, pour compléter quelques parties de cymbales. Avant la sortie du nouvel album.
Black Sabbath accepte d’offrir six représentations à Sun City, en Afrique du Sud, à l’époque de l’apartheid. Le groupe est critiqué par des activistes et des artistes impliqués dans Artists United Against Apartheid, qui boycotte l'Afrique du Sud depuis 1985. Le batteur Bev Bevan refuse de participer à ces concerts et est remplacé par Terry Chimes, anciennement des Clash.

## Titres
1. The Shining – 5:59
2. Ancient Warrior – 5:28
3. Hard Life to Love – 5:00
4. Glory Ride – 4:49
5. Born to Lose – 3:43
6. Nightmare – 5:19
7. Scarlet Pimpernel – 2:05
8. Lost Forever – 4:03
9. Eternal Idol – 6:33

## Black Sabbath
- Tony Iommi : guitare
- Tony Martin : chant
- Bob Daisley : basse
- Geoff Nicholls : claviers.
- Eric Singer : batterie

## Musiciens additionnels
- Ray Gillen : Rires sinistres sur Nightmare, chant sur le Disque 2 de l'Édition Deluxe parue en 2020.
- Bev Bevan : cymbales sur Scarlet Pimpernel et Eternal Idol.

## Chronologie
| Pays        | Date             | Label                 |
| ----------- | ---------------- | --------------------- |
| Royaume-Uni | Novembre 1987    | Vertigo Records       |
| États-Unis  | Decembre 8, 1987 | Warner Bros. Records  |
| Canada      | 1987             | Warner Bros. Records  |
| Royaume-Uni | Avril 1996       | Castle Communications |
| Royaume-Uni | Octobre 25, 2004 | Sanctuary Records     |